# Лунхушань

Вход во дворец Высшей Чистоты

Лунхушань (кит. упр. 龙虎山, пиньинь Lónghǔ Shān, палл. Лунхушань, Горы Дракона и Тигра) — территория к югу от города Интань в провинции Цзянси, Китай, где расположены многочисленные даосские храмы. Лунхушань считается родиной даосизма и центром Школы Небесных Наставников, известной позже как Школа Истинного Единства (正一道).
В 2010 году комплекс Лунхушань был признан объектом Всемирного Наследия Юнеско в составе ландшафтного парка Данься.

## Расположение
От города Интань комплекс расположен на расстоянии 15-20 км на юг и юго-запад, другой город по-близости — Гуйси (贵溪, Guìxī). Административно подчиняется городскому муниципалитету Интаня. 

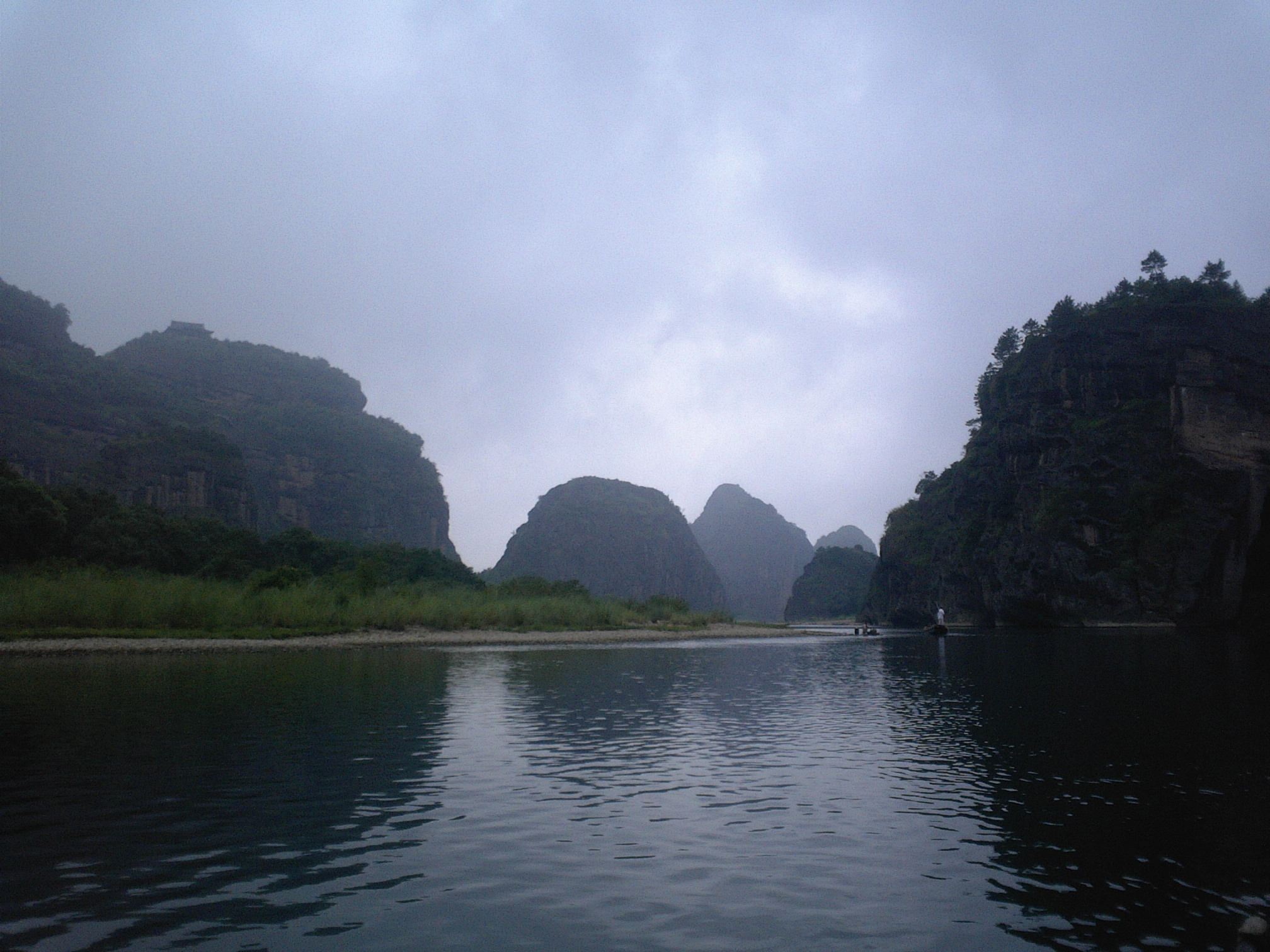
Геологический заповедник Лунхушань

Лунхушань тянется вдоль реки Луси более чем 15 км, между живописными скалами расположены многочисленные храмы. По реке организован сплав на плотах и переправы на исторических лодках для туристов. Весь комплекс занимает 200 кв. км., он насчитывает 99 скал и 24 пещер и гротов по обе стороны реки.

## История
Первоначально система причудливых скал называлась «Горы Красивых Облаков».

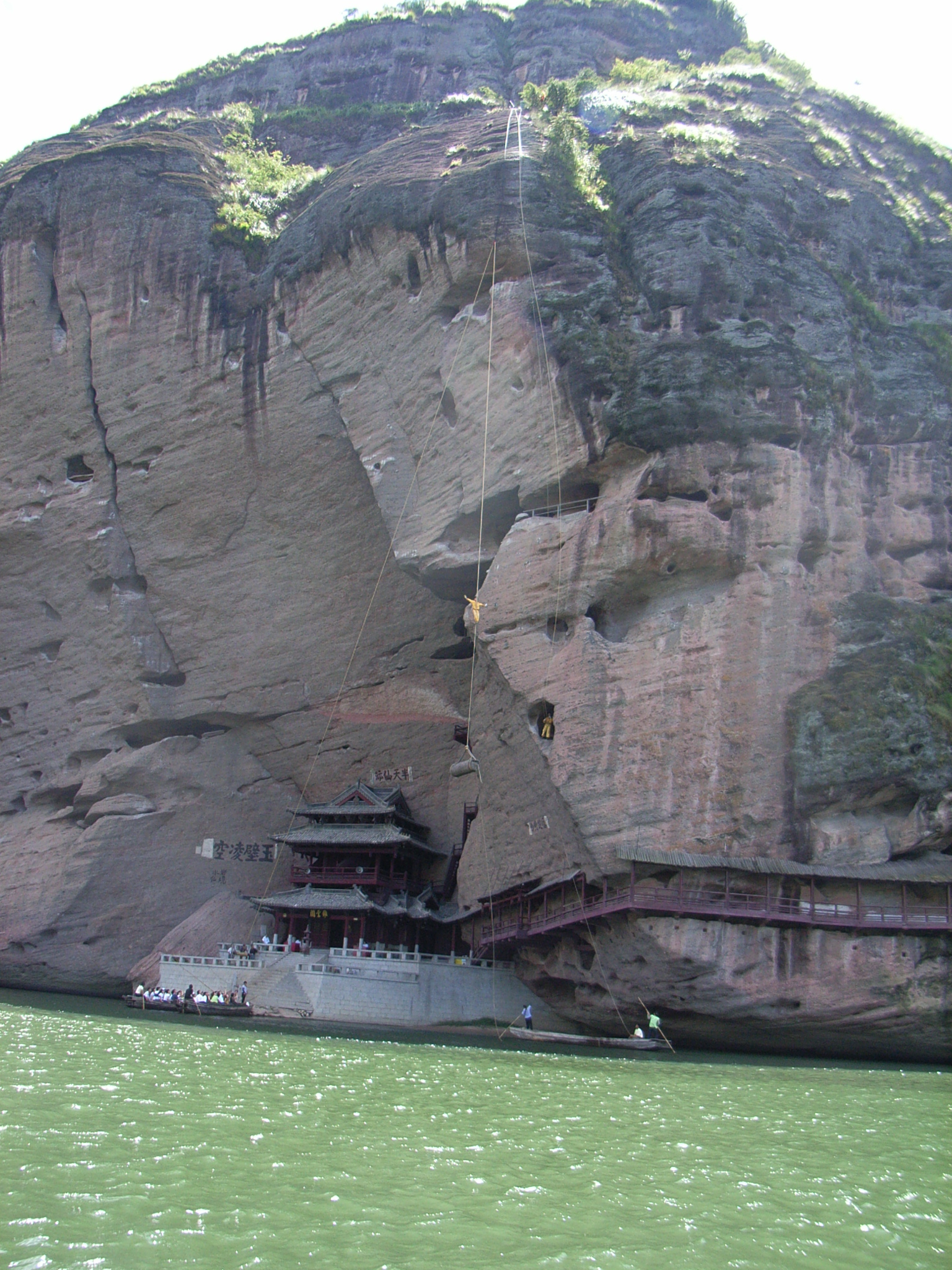
Представление на «летающих гробах», Лунхушань

Согласно традиции, во II веке эту территорию облюбовал первый Небесный Наставник Чжан Даолин, здесь располагался центр первой организованной даосской школы Пять Ковшей Риса — храм Истинного Одного. Чжан Даолин основал здесь также храмовый комплекс в городе Шанцин. Фактически центр активности даосской общины в то время находился в провинции Сычуань и переместился в Ханьчжун. Четвёртый Небесный Наставник Чжан Чэн (張盛) снова возвратился в эти места, восстановил и расширил храмы.
Территория гор Лунхушань в 1275 была пожалована императорами династии Сун во владение 36-го Небесного Наставника Чжан Цзунъяня, где вплоть до 1948 года существовала влиятельная даосская община, чьи предводители привлекались нередко вызывались к императорскому двору для участия в религиозных мероприятиях. После визита Чжан Цзунъяня ко двору уже монгольского Императора Китая из династии Юань, Небесным Наставникам было поручено стоять во главе даосской религии в Южном Китае. Авторитет Небесных Наставников признавался практически всеми императорами за всю историю Китая, даже в годы гонений на даосизм.
Во времена империи Мин Небесные наставники потеряли особое положение при дворе Императора, а в официальных документах главу общины на горе Лунху перестали именовать «Небесным наставником», как это было во времена династии Юань. Цинский Император Цяньлун предпринял ряд репрессивных мер против даосизма, ранг небесного наставника был снижен с первого до пятого, государство стало относиться к даосизму отрицательно и позиции даосизма ослабли.
Во время Восстания Тайпинов XIX века комплекс сооружений Лунхуншань был сожжён дотла повстанцами и так и не был восстановлен в полном объёме.
После образования КНР в 1949 63-й «Небесный наставник» эмигрировал на Тайвань, где сейчас находится резиденция его преемника.
После революции комплекс пришёл в упадок. В 1956 правительство провинции Цзянси занесло Дворец Высшей Чистоты в список культурных объектов, охраняемых государством. В апреле 1983 Госсовет КНР расширил список охраняемых объектов, туда вошла также Резиденция Небесных Наставников. Постепенно были выделены средства для реставрации храмовых комплексов, которые были открыты для паломничества и туризма. Резиденция Небесных Наставников находилась в запущенном состоянии, многие храмы и павильоны были разрушены, территория была расширена и реставрирована, но реальное восстановление храмов и даосской общины можно отнести к середине 90-х годов.
Поначалу даосские комплексы функционировали с участием эмигрантов из Сингапура, Малайзии, Тайваня и Гонконга, потом расширилась собственная община.
С середины 1990-х годов скалы объявлены геологическим заповедником, вся же территория с середины 1990-х годов считается зоной отдыха, природа охраняется государством, а храмы реставрирутся.
В 2010 году Лунхушань вошёл в число объектов ландшафта Данься Всемирного Наследия ЮНЭСКО.

## Состав комплекса

Лунхушань, Храм Истинного Единства

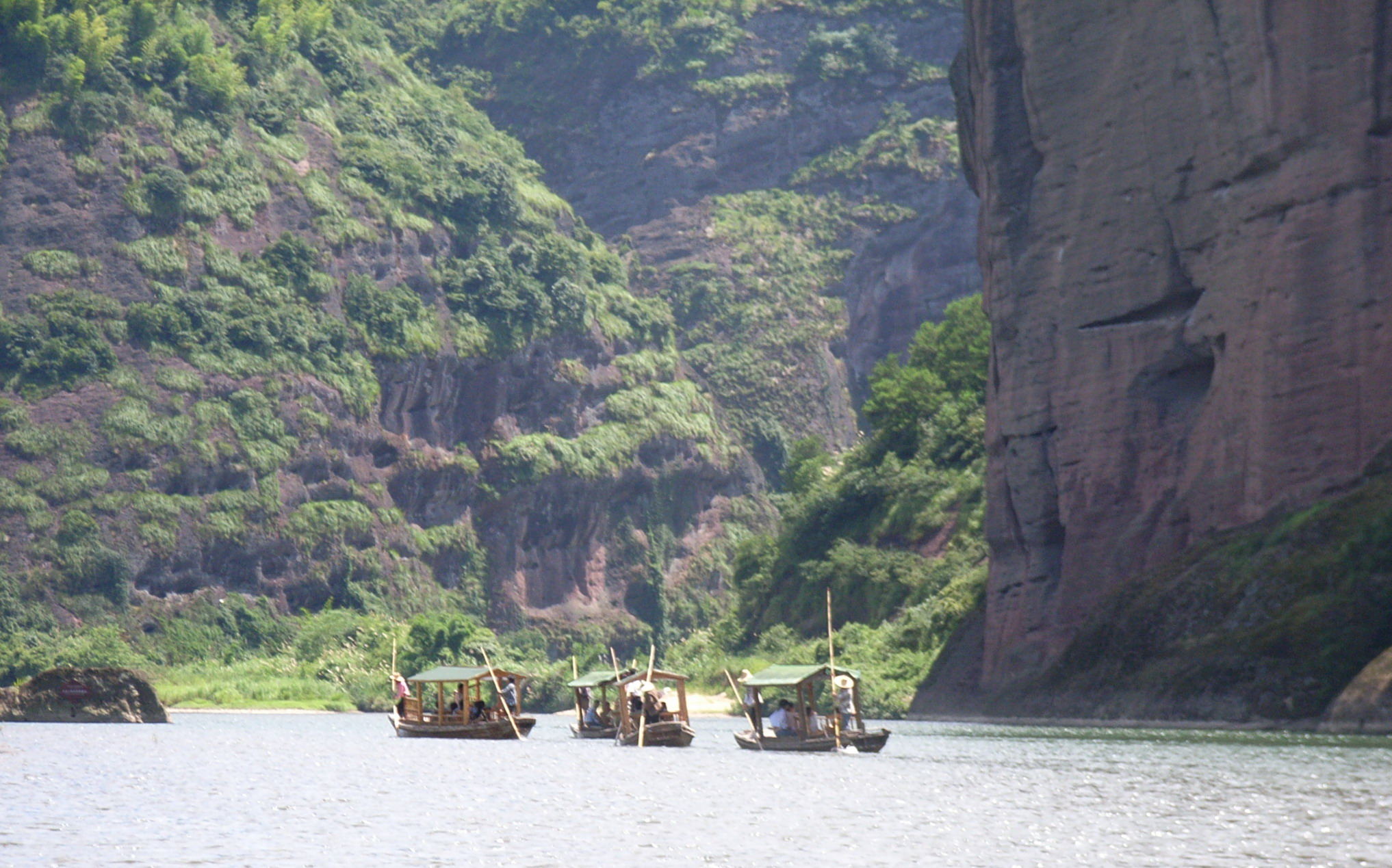
Лунхушань, Сплав по реке Луси

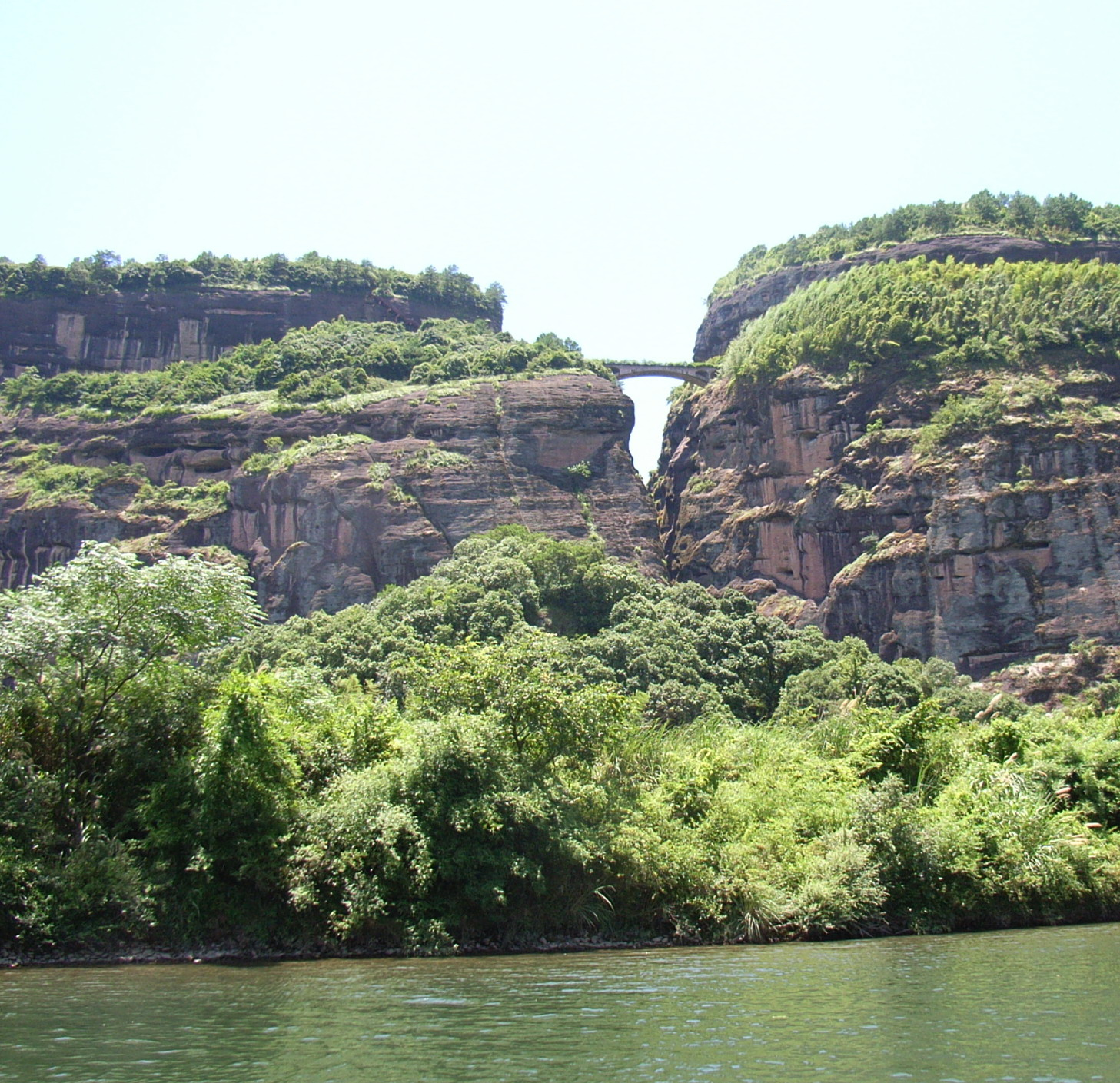
Лунхушань, Скалы вдоль реки Луси

В период наивысшего расцвета на территории располагалось 10 дворцов (больших храмовых комплексов), 81 даосский храм и 36 даосских дворов. Наиболее известны три из них:
1. Дворец Высшей Чистоты (кит. 上清官, Шанцингун) в городе Шанцин, в состав которого входят два дворца, 12 павильонов и 24 двора, здесь Чжан Даолин организовывал основные ритуальные церемонии. Этот комплекс называли также «Столицей бессмертных» и «Городом духов».
2. Резиденция Небесных Наставников, первоначально называвшийся «Обитель Великого Истинного Мужа» — храмовый комплекс в городе Шанцин, занимающий площадь 24000 кв. м. Здесь Чжан Даолин жил и осуществлял ритуалы для духов, там была расположена разиденция Небесных Наставников, личные алтари и большое количество храмов.
3. Храм Истинного Единства (正一, Чжэнъи) у подножья собственно горы Лунхушань вниз по реке — это то самое место, где Чжан Даолин выплавлял эликсир бессмертия. Чжан Шэн, четвёртый Небесный Наставник, в последние годы династии Хань построил этот храм, который раньше назывался Храмом Небесных Наставников, позднее храмом Яньфа, был достроен во время династии Мин и по приказу императора стал называться Храм Истинного Единства. В состав комплекса входит Главный храм, Храм Нефритового Императора, Храм Сюаньтань, церемониальные ворота, колокольная и барабанная башни. Весь комплекс занимает площадь около 10000 кв. м.

Ещё ниже по реке на другой стороне — Город Бессмертных (仙岩). Немало малых храмов и пещер рассредоточено по скалам.
Многочисленные живописные скалы имеют свои имена, их посещают туристы, сплавляясь на плотах по реке.
Знаменательна Гора-Пень внизу по реке, в которой расположены могильники эпохи Чжоу — за несколько сотен лет до Чжан Даолина, тяжёлые гробы размещены в пещерах на отвесной скале, их датируют вплоть до 600 года до н. э.. На отвесной скале ежедневно организуются представления «летающих гробов» — акробаты в исторических костюмах танцуют на старинных гробах, поднимаемых в пещеры. У пещер находится даосский храм и музей. (См. также Висячие гробы).
При входе в комплекс расположен историческо-геологический музей, рассказывающий о природе и истории этих мест.
Вдоль реки расположено несколько деревень, имеющих этнографическое значение. В первую очередь — это «Деревня без комаров» и «Деревня племени Гуюэ», в них сохранились древние обычаи, имеются небольшие краеведческие музеи.

## Отражение в культуре

Павильон заточённых злых духов

Дворец Высшей Чистоты (Шанцингун) упомянут в прологе знаменитого китайского средневекового романа Речные заводи (水滸傳). В XI веке император Жэнь-цзун послал на гору Лунхушань военачальника Хун Синя просить Небесного Наставника Чжан Тянь-ши избавить страну от эпидемии. Преодолевая трудности и опасности, Хун Синю удалось подняться на гору и встретиться с наставником, который жил на горе, и наставник прилетел в столицу на журавле, организовав молебны во всех храмах. В это время Хун Синь стал осматривать Дворец Высшей Чистоты, где обнаружил «Павильон заточённых злых духов», он приказал снять печати и внутри павильона увидел плиту с надписью «Хун откроет». Хун Синь, вопреки сопротивлению даосов, заставил поднять плиту и обнаружил глубокую яму, из которой вылетело 108 злых духов, которые должны были причинить несчастье Поднебесной.